# Trichocera bilobata
Trichocera bilobata är en tvåvingeart som beskrevs av Jaroslav Stary 1999. Trichocera bilobata ingår i släktet Trichocera och familjen vintermyggor.
Artens utbredningsområde är Tjeckien. Inga underarter finns listade i Catalogue of Life.